# Oosterlicht College

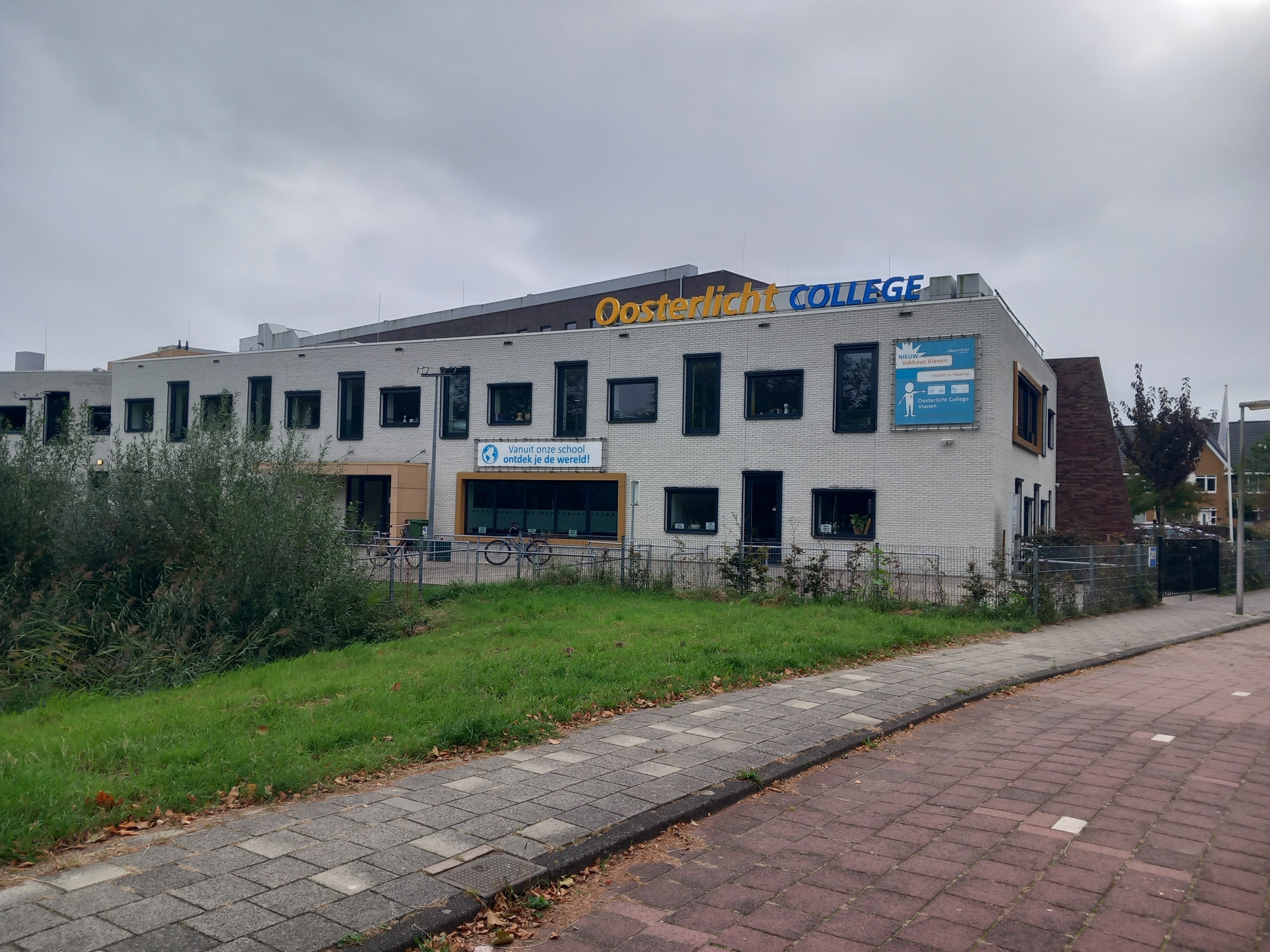
Voormalig Oosterlicht College in Vianen

Het Oosterlicht College is een school voor voortgezet onderwijs in de Nederlandse provincie Utrecht, die zich typeert als een protestants-christelijke school van de Willibrord Stichting. Het Oosterlicht College is gevestigd in Nieuwegein en heeft een breed onderwijsaanbod: gymnasium, atheneum, havo en vmbo. De school is een CultuurProfielSchool en heeft een sportprofilering.

## Geschiedenis
De eerste vestiging van het Oosterlicht College werd gesticht in 1972 aan het Vliegend Hertlaan in de Utrechtse wijk Kanaleneiland. In de jaren '80 verhuisde de school naar de groeikern Nieuwegein, alwaar in de wijk Fokkesteeg een nieuw schoolgebouw werd gebouwd. Op vrijdag 29 oktober 1993 ontstond in deze school brand. De brand wakkerde een al bestaande wens aan over een nieuw schoolgebouw. Na een fusie met een middelbare school in Vianen kwam er groen licht en in 1995 werd een nieuwe school gebouwd aan de Dieselbaan in de wijk Plettenburg. Er bleef tevens een vestiging in Vianen gehandhaafd, die in 2003 een nieuw schoolgebouw aan de Uithoflaan kon betrekken. Vanaf schooljaar 2024/2025 werd het Oosterlicht College in Vianen een afzonderlijke school: Het lekpoort college. Het Oosterlicht College in Nieuwegein bleef bestaan en kreeg een nieuw logo en nieuwe huisstijl.

## Examenresultaten
Slagingspercentages Oosterlicht College Nieuwegein 2025:
- 96% vmbo basis
- 100% vmbo kader
- 85% vmbo tl
- 86% havo
- 99% vwo